# Barentu
Cet article concerne une ville de l'Érythrée. Pour le district du même nom, voir Barentu (district).
Barentu est une ville du sud-ouest de l'Érythrée, située au sud d'Agordat, sa population est estimée à 18 500 individus. C'est la ville principale du peuple Kunama. Elle est la capitale du Gash-Barka et du district de Barentu.
Barentu est un centre minier et agricole. La ville connut des destructions majeures durant la guerre Érythrée-Éthiopie mais a été depuis reconstruite.

## Langues
Les langues parlées en Barentu :
- le kunama
- le nara